# Fenedy Masauvakalo
Fenedy Masauvakalo é um jogador de futebol vanuatuano que atua como atacante pelo Amical FC do Vanuatu. Ele ganhou destaque na Oceania por ser o artilheiro da Liga dos Campeões da OFC de 2010-11 numa campanha impressionante de seu time, que estreava na competição e só parou na final para o Auckland City da Nova Zelândia.

## Prêmios
- 2011 O-League Golden Boot (Chuteira de ouro da Liga dos Campeões da OFC)[1]